# Amazophrynella minuta
Amazophrynella minuta é uma espécie de anfíbio da família Bufonidae. Pode ser encontrada na Bolívia, Brasil, Colômbia, Equador, Guiana Francesa, Guiana, Peru, Suriname e Venezuela.
Os seus habitats naturais são: florestas subtropicais ou tropicais húmidas de baixa altitude, rios intermitentes e marismas intermitentes de água doce. Está ameaçada por perda de habitat.